# Orden del Mérito de la Guardia Civil
La Orden del Mérito de la Guardia Civil es una distinción para premiar las actuaciones o conductas de extraordinario relieve que redunden en prestigio del Cuerpo e interés de la Patria. Esta recompensa, de carácter civil, podrá ser concedida a los miembros de dicho Cuerpo y a cualquier otra persona o entidad que se haga acreedor de ello. 
Esta recompensa, inicialmente creada como Medalla al Mérito de la Guardia Civil, en virtud de la Ley núm. 19 de 1976 (DO n.º 123) fue objeto de una modificación mediante la ley 2/2012, de 29 de junio, elevándola de medalla a orden, estableciendo una nueva categoría, la de la Gran Cruz, y adaptando su reglamento a algunos cambios normativos transcurridos más de treinta años.

## Grados
En el Boletín Oficial del Estado n.º 231 de 2012 aparece Orden INT 2008/2012, de 21 de septiembre, por la que se publican los diseños de las cinco categorías que son: 
- Gran Cruz: Placa abrillantada de ráfagas en oro, con la cruz con los cuatro brazos rectos esmaltados en color blanco, con filete en oro y timbrada con una corona real española. En el centro de la cruz se encuentra situado el emblema del Cuerpo dentro de un círculo de esmalte verde perfilado por una corona de ramas de laurel de oro. La cruz se encuentra orlada de dos leones y dos castillos en plata. La placa debe situarse sobre la parte delantera del uniforme, en el lugar que las normas sobre uso de condecoraciones reservan a las placas. Junto a la placa dispone de una banda blanca de seda, de color blanco de 100 milímetros de ancho con una lista longitudinal verde situada en su centro de ancho igual a un octavo del ancho total de aquella, uniéndose en sus extremos con un lazo, del que penderá la venera de la Gran Cruz que es idéntica a la cruz antes descrita y se encuentra también timbrada con la corona real. La banda se llevará situada del hombro derecho al lado izquierdo y su uso será único, aunque se esté en posesión de varias. Lleva anejo el tratamiento de Excelencia.

- - Requisitos: 
    - Otorgada a oficiales generales, personal civil, unidades, entidades y patronazgos, para lo que se tendrá en cuenta el rango institucional, administrativo, académico o profesional de la persona, unidad o entidad recompensada, en atención a méritos y circunstancias de carácter sobresaliente que concurran en ellos relacionados con el Cuerpo de la Guardia Civil o la seguridad pública en general.

- Cruz de Oro: De metal dorado con cuatro brazos de esmalte verde con rayos entre ellos; al centro, sobre un círculo rojo, ramos de laurel, el emblema de la Guardia Civil y la leyenda Al mérito. En el reverso las letras GC entrelazadas y con corona real sobre ellas. Debe de señalarse que es el único modelo de placa que tiene reverso y en que, por cierto, no se señala lugar para los enganches que han de sujetarla al uniforme.

- - Requisitos: 
    - a. Resultar muerto o mutilado, absoluto o permanente, como consecuencia de intervención relativa a un servicio donde se evidencie un sobresaliente valor personal.
    - b. Ejecutar o dirigir de forma directa e inmediata, con riesgo inminente de la propia vida, un servicio o hecho de tan trascendental importancia que redunde en prestigio del cuerpo e interés de la patria y que por las extraordinarias cualidades puestas de manifiesto implique un mérito de carácter excepcional.

- Cruz de Plata: Como la anterior pero con los centros en blanco.
  - Requisitos:
    - Realizar hechos que sin reunir la condición de riesgo personal exigida para la Cruz de Oro, supongan una relevante colaboración con la Guardia Civil o revistan por su naturaleza un carácter o mérito tan excepcional que requieran el alto reconocimiento y esta especial distinción.

- Cruz con Distintivo Rojo: La cruz ya descrita que cuelga de una cinta con tres franjas, la central roja y las exteriores verdes. No lleva rayos. 
  - Requisitos:
    - a. En el transcurso de un servicio de manifiesta importancia que comprenda un ineludible riesgo de perder la vida, ejecutar para su cumplimiento acciones claramente demostrativas de extraordinario valor personal, iniciativa y serenidad ante el peligro.
    - b. En acto de servicio o con ocasión de él, resultar muerto o mutilado absoluto o permanente sin menoscabo del honor, al afrontar un peligro manifiesto contra la propia vida.

- Cruz con Distintivo Blanco: Como la anterior pero con los círculos y la lista central de la cinta blancos.
  - Requisitos:
    - a. Ejecutar, dirigir o colaborar directamente en el éxito de un servicio en el que por su extraordinaria dificultad e importancia se hayan evidenciado relevantes cualidades profesionales o cívicas.
    - b. Sobresalir con perseverancia y notoriedad en el cumplimiento de los deberes de su empleo o cargo, de forma que constituya conducta ejemplar, digna de que se resalte como mérito extraordinario.
    - c. Realizar estudios profesionales o científicos, y otros hechos o trabajos sobresalientes, que supongan notable prestigio para el Cuerpo o utilidad para el servicio oficialmente reconocido.

El pasador de la Gran-Cruz lleva una corona real y posee los mismos colores que su banda, los de las Cruces de Oro y de Plata llevan un pequeño ramo de laurel del metal respectivo, diferenciándose así de los correspondientes a las Cruces con distintivo Rojo o Blanco que no llevan nada.
Existen tres corbatas correspondientes a las categorías de Gran-Cruz y Cruces de Oro y de Plata, confeccionadas en seda con los colores de sus respectivos pasadores y decoradas con representaciones bordadas de la placa correspondiente.
| Insignias y Pasadores |             |               |                      |                        |
|                       |             |               |                      |                        |
| Gran Cruz             | Cruz de Oro | Cruz de Plata | Cruz Distintivo Rojo | Cruz Distintivo Blanco |

## Desposesión de distinciones
El agraciado con cualesquiera de las categorías que haya sido sentenciado por la comisión de un delito doloso o pública y notoriamente haya incurrido en actos contrario a las razones determinantes de la concesión de la distinción podrá, en virtud de expediente iniciado de oficio o por denuncia motivada, y con intervención del Fiscal de la Real Orden, ser desposeído del título correspondiente a la distinción concedida, decisión que corresponde a quien la otorgó.